# Силван Видмер
Силван Доминик Видмер (5. март 1993) је швајцарски фудбалер, игра на позицији десни бек. Тренутно наступа за Мајнц 05 и репрезентацију Швајцарске.

## Клупска каријера
Играчку каријеру је започео 2007. у Бадену, следеће године је прешао у Арау. Свој први гол у Челенџ лиги Швајцарске је убацио у утакмици против Санкт Галена 21. новембра 2011. Уговор са Удинезеом је потписао на лето 2012, али је играо за Арау 2012—13. Уговор са Базелом је потписао 12. јула 2018. за 5,5 милиона евра. Освојили су Куп Швајцарске 2018–19 на стадиону Швајцарска Ванкдорф против Туне. У јулу 2021. је потписао трогодишњи уговор са Мајнцом 05.

## Репрезентативна каријера
Играо је разне међународне утакмице за репрезентацију Швајцарске до деветнаест и двадесет и једну годину. Дебитовао је за сениорску репрезентацију Швајцарске 12. октобра 2014. у утакмици квалификације за Европско првенство 2016 — група Е против Сан Марина као замена за Штефана Лихтштајнера у 59. минути. Свој први међународни гол за Швајцарску је убацио 6. септембра 2020, у ремију 1—1 УЕФА Лиге нација против Немачке. Године 2021. је позван у репрезентацију за Европско првенство 2020.

## Успеси
| Број | Датум              | Место            | Време | Противник | Скор | Резултат | Такмичење                               | Реф.  |
| ---- | ------------------ | ---------------- | ----- | --------- | ---- | -------- | --------------------------------------- | ----- |
| 1    | 6. септембар 2020. | Сент Јакоб парк  | 10    | Немачка   | 1—1  | 1—1      | УЕФА Лига нација 2020/21 — лига А       | [ 9 ] |
| 2    | 12. новембар 2021. | Стадион Олимпико | 26    | Италија   | 1—0  | 1—1      | Квалификације за Светско првенство 2022 | [ 9 ] |